# Jeu de paume de Paris
Ne doit pas être confondu avec Jeu de paume (centre d'art).
Le Jeu de paume de Paris est un ensemble de courts sportifs permettant la pratique du jeu de paume et du squash à Paris. Il est situé dans un bâtiment au 74ter de la rue Lauriston dans le 16e arrondissement de Paris.

## Histoire
Il s'agit de l'unique jeu de paume (« courte paume » en intérieur, ancêtre du tennis) de Paris, et l'une des dernières salles en activité en France, avec Bordeaux et Fontainebleau. Historiquement, rien qu'à Paris, il y avait 250 salles.
Le bâtiment de la rue Lauriston a été construit en 1908 par les architectes J. et R. Vieux pour accueillir les joueurs expulsés de la salle de paume des Tuileries, le désormais centre d'art du Jeu de paume. De grandes verrières type Eiffel qui constituent un patrimoine architectural sportif inédit dans la capitale sont visibles depuis la rue.
À l'origine doté de deux courts de jeu de paume, l'un d'eux a été supprimés en 1927 pour laisser la place à quatre courts de squash qui sont les premiers de France. La Fédération française de squash y a été créée.
L'association française gérant l'activité est la Société Sportive du Jeu de Paume et de Racquets. Le bâtiment est propriété d'une société civile immobilière (SCI) appartenant aux descendants des premiers membres.
L'Open de France de Jeu de paume 2022 y a eu lieu.

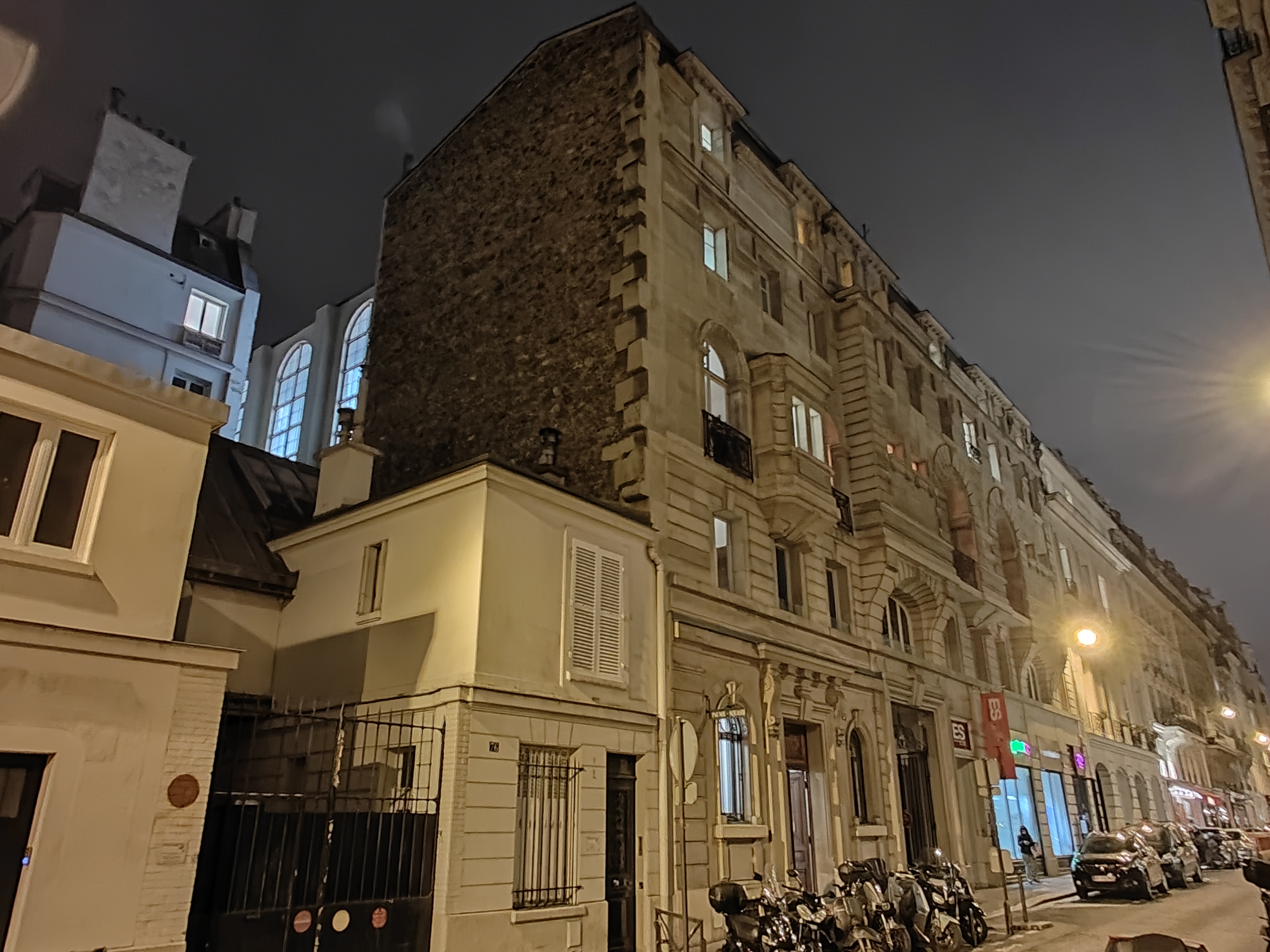
Le bâtiment vu depuis la rue Lauriston.
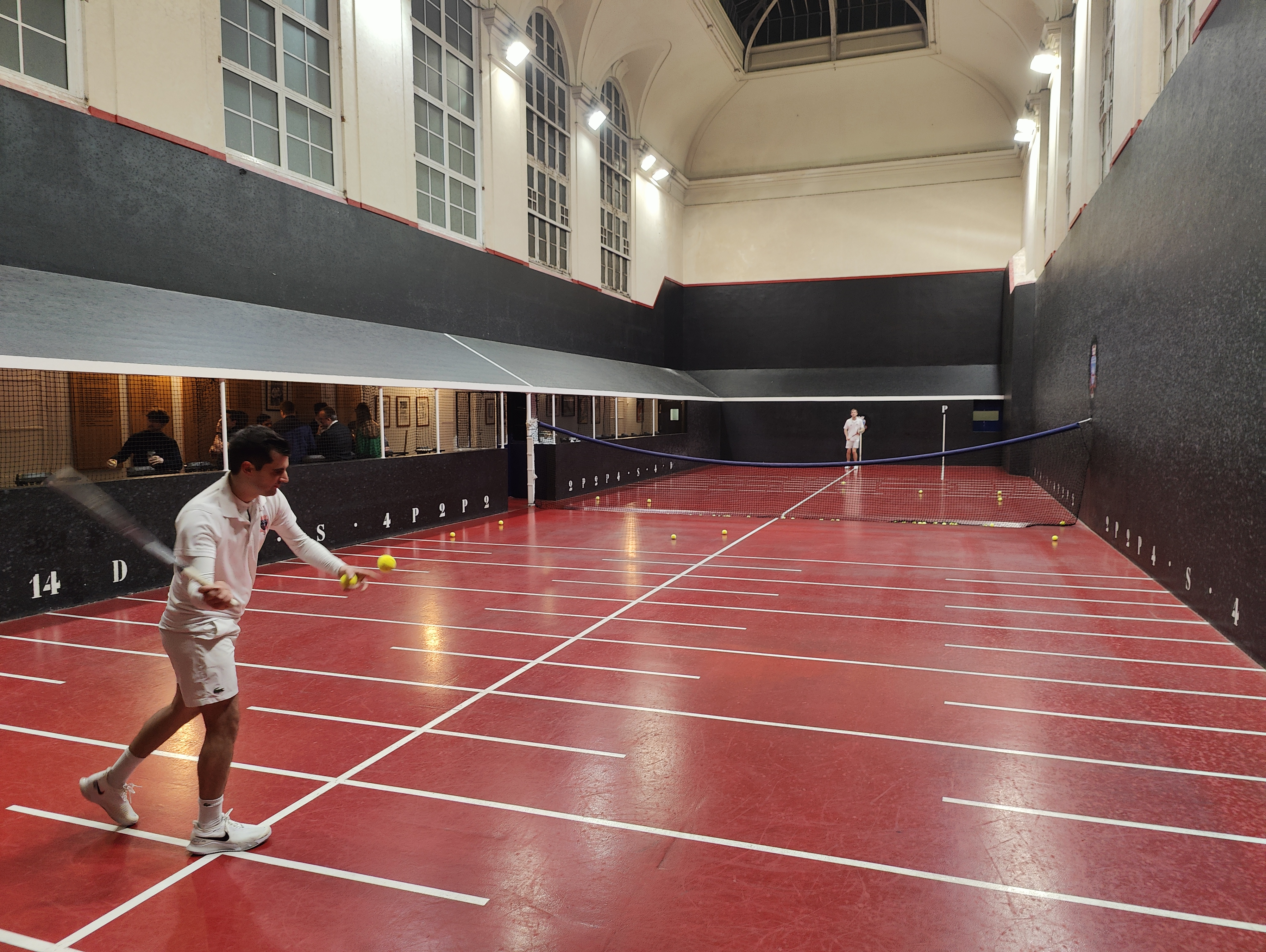
Court de jeu de paume.
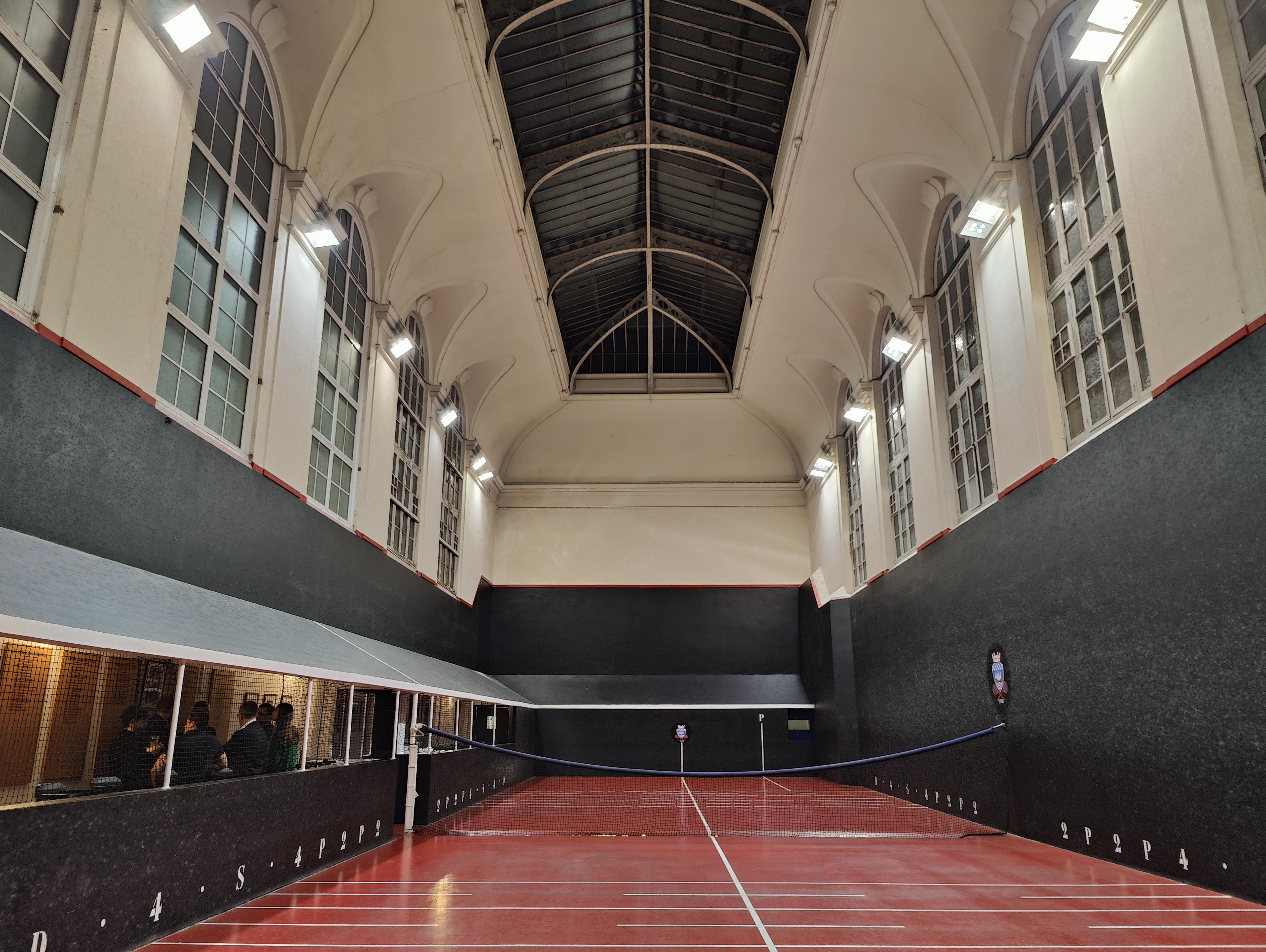
Court de jeu de paume.
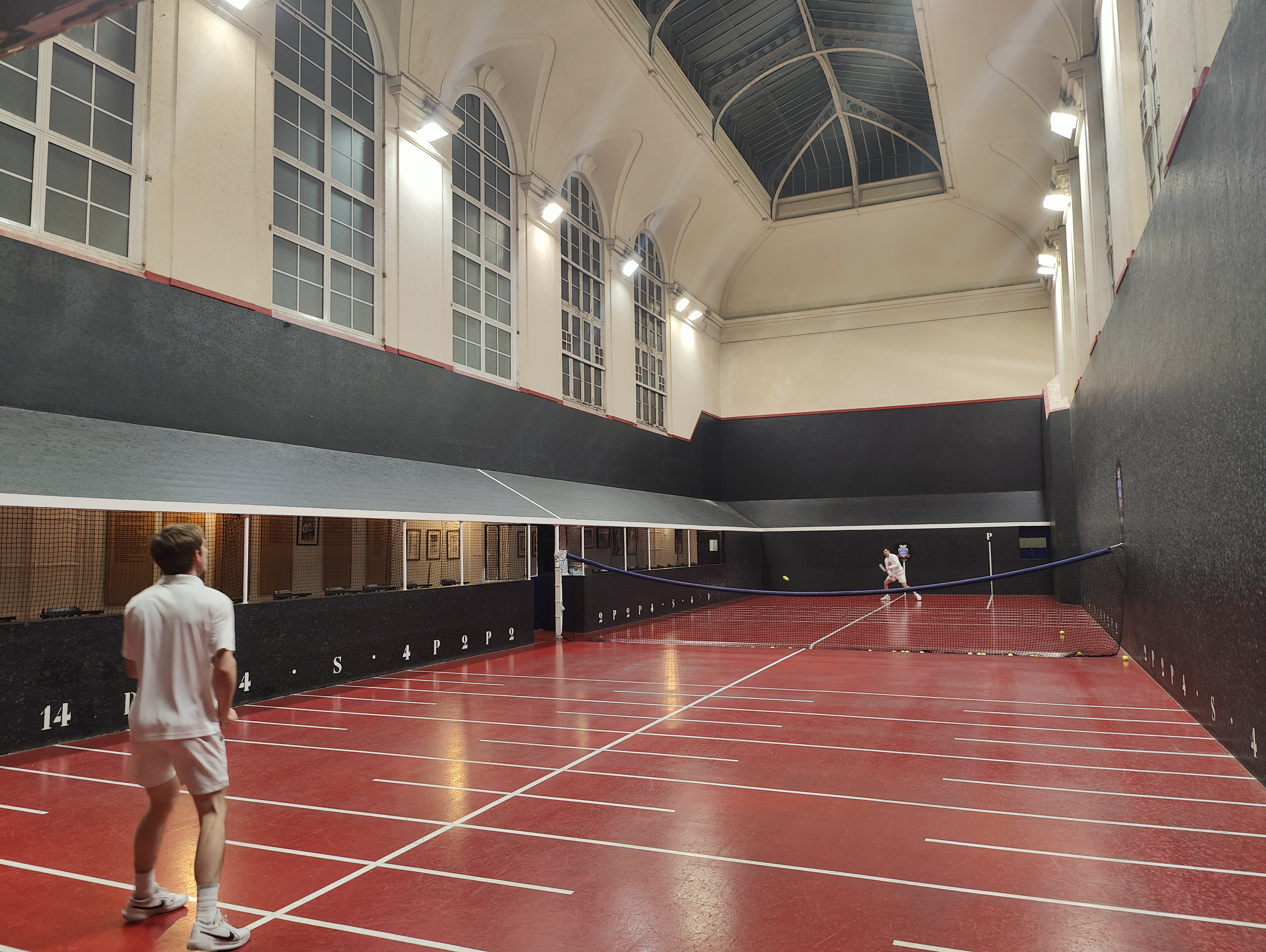
Court de jeu de paume.
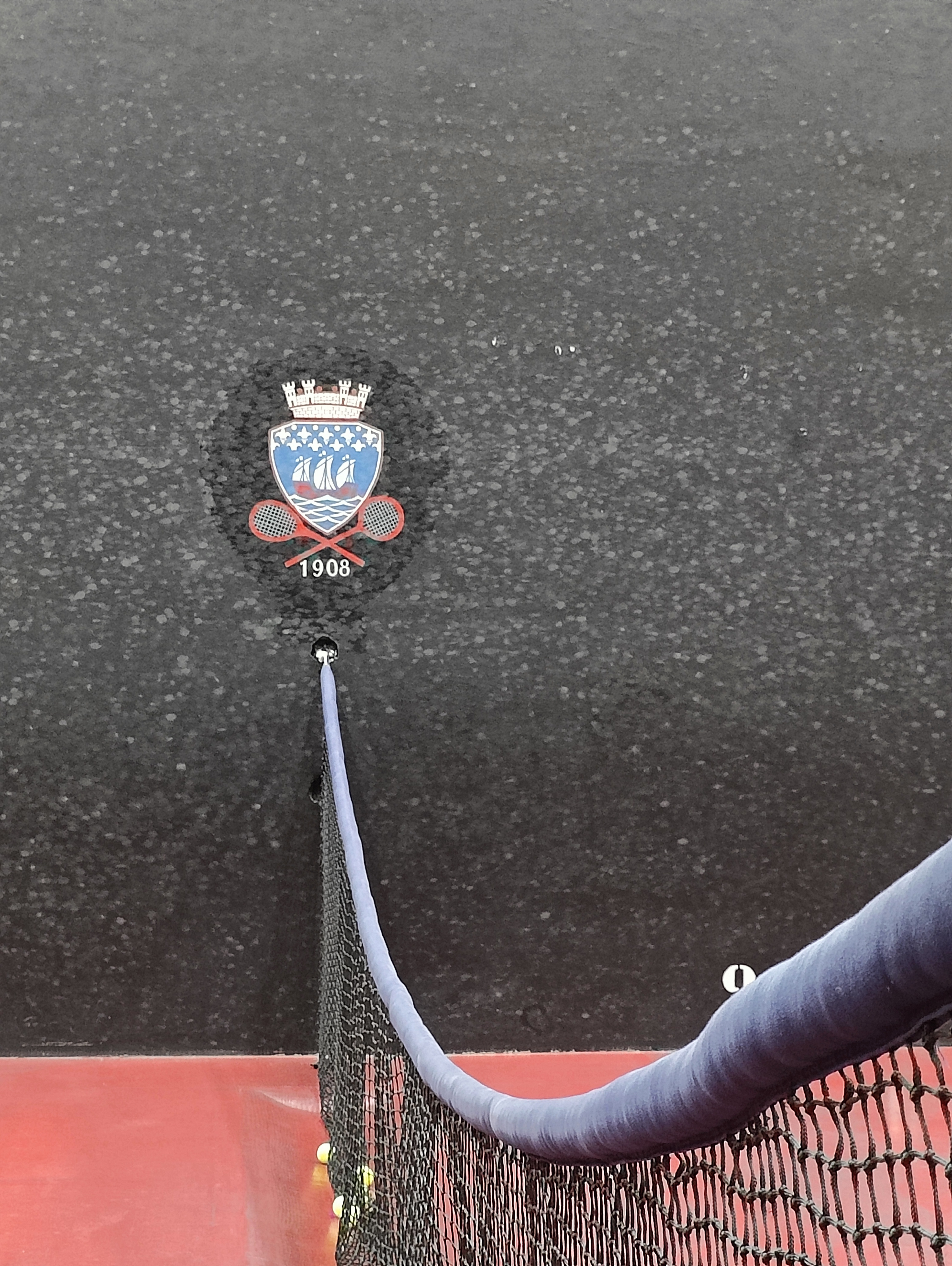
Logo de la Société Sportive du Jeu de Paume et de Racquets sur le court de jeu de paume.
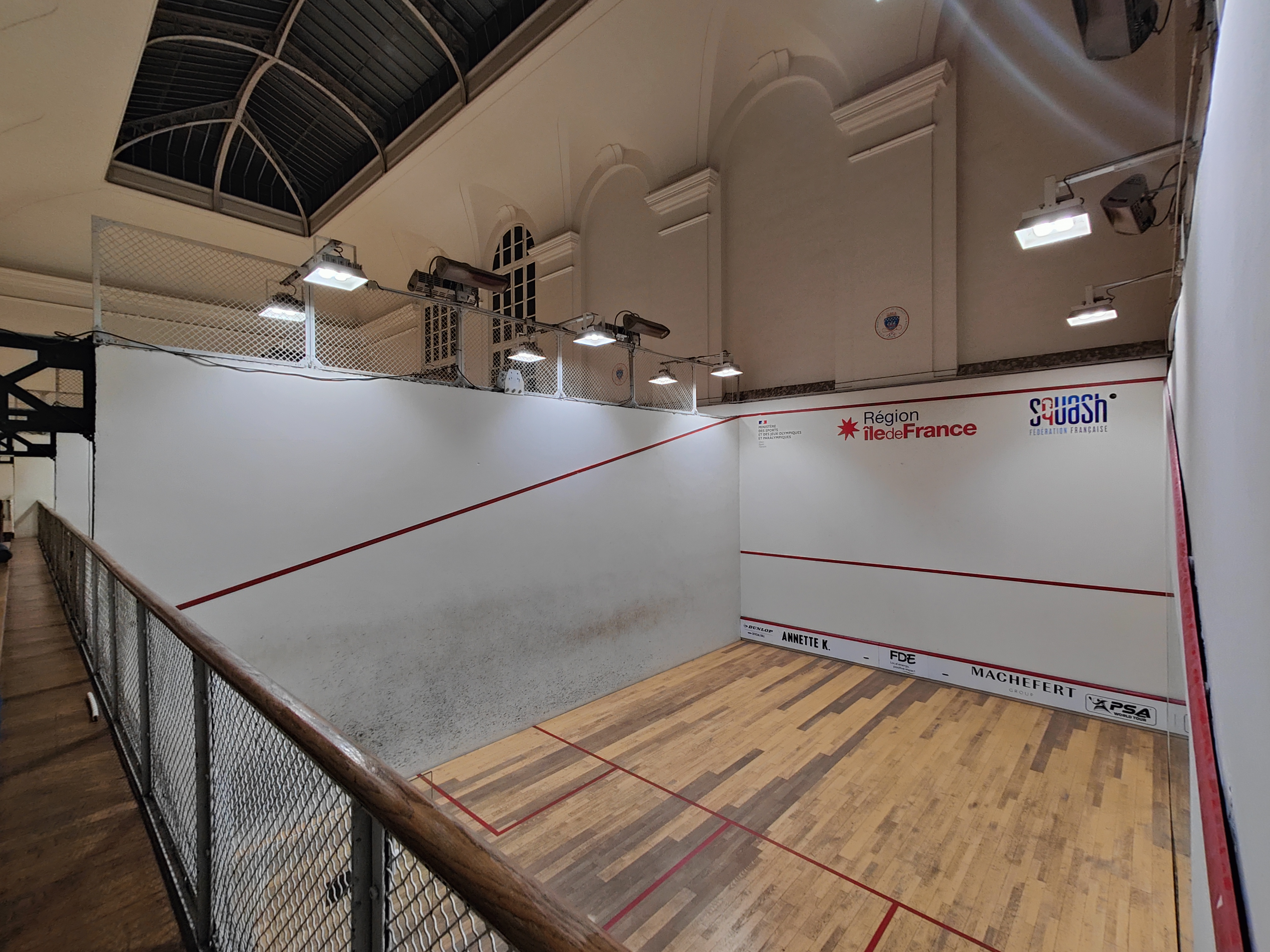
Court de squash.